# Молода жінка (фільм)
«Молода жінка» (фр. Jeune femme) — французько-бельгійський драматичний фільм 2017 року, повнометражний режисерський дебют Леонор Серрай. У фільмі Лаетіція Дош грає роль Паули, жінки, яка нещодавно повернулася до Парижа після багатьох років життя за кордоном і змушена будувати нове життя після того, як її несподівано покинув багатий бойфренд. Стрічка брала участь в секції Особливий погляд на 70-му Каннському міжнародному кінофестивалі (2017) та отримала Приз Золота камера за дебютний повнометражний фільм 2018 року фільм був номінований у двох категоріях на здобуття французької національної кінопремії «Сезар» .

## Синопсис
Після декількох років закордонних поневірянь 31-річна Паула (Летиція Дош) повертається у свою занедбану квартиру в Парижі. Покинута колишнім коханцем, безробітна і неприкаяна Паула починає життя з нуля. Вона знаходить собі роботу, ставши нянькою для дівчинки з багатої сім'ї і продавчинею у відділі нижньої білизни в універмазі. Пола знайомиться з симпатичним охоронцем і починає відтавати від своїх минулих стосунків.

## У ролях
| • Летиція Дош              | … | Паула Симонян          |
| • Сулейман Сеййо Ндіайє    | … | Усман                  |
| • Грегуар Монсенжон        | … | Жоакім Делош           |
| • Жан-Крістоф Фолі         | … | лікар швидкої допомоги |
| • Наталі Рішар             | … | мати Паули             |
| • Еріка Сейнт              | … | мати Ліли              |
| • Ліла-Роз Жільберті-Пуазо | … | Ліла                   |
| • Арно де Каз              | … | медсестра              |
| • Ахмед Зірек              | … | бакалійник             |
| • Філіпп Лесрі             | … | іспаномовний гість     |

## Знімальна група
- Автор сценарію — Клеменс Карре, Бастьєн Даре, Леонор Серрай
- Режисер-постановник — Леонор Серрай
- Продюсер — Сандра да Фонсека
- Асоційовані продюсери — Бертран Гор, Наталі Мезюре
- Оператор — Емілі Нобле
- Композитор — Жулі Руї
- Монтаж — Клеменс Карре
- Художник-постановник — Валері Валеро
- Художник з костюмів — Ят Лушпінськи
- Підбір акторів — Фанні Де Донсель, Юна Де Перетті

## Нагороди та номінації
| Список нагород та номінацій              | Список нагород та номінацій | Список нагород та номінацій              | Список нагород та номінацій | Список нагород та номінацій | Список нагород та номінацій |
| Кінопремія                               | Дата церемонії              | Категорія                                | Номінант(и)                 | Результат                   | Дж                          |
| ---------------------------------------- | --------------------------- | ---------------------------------------- | --------------------------- | --------------------------- | --------------------------- |
| Каннський міжнародний кінофестиваль      | 28.05.2017                  | Приз «Особливий погляд»                  | Молода жінка                | Номінація                   |                             |
| Каннський міжнародний кінофестиваль      | 28.05.2017                  | Золота камера                            | Молода жінка                | Перемога                    | [ 3 ]                       |
| Братиславський міжнародний кінофестиваль | 2017                        | Гран-прі                                 | Молода жінка                | Номінація                   |                             |
| Братиславський міжнародний кінофестиваль | 2017                        | Найкраща акторка                         | Летиція Дош                 | Перемога                    |                             |
| Братиславський міжнародний кінофестиваль | 2017                        | Приз студентського журі                  | Молода жінка                | Перемога                    |                             |
| Кінофестиваль на Єлисейських полях       | 2017                        | Приз журі                                | Леонор Серрай               | Перемога                    |                             |
| Довільський кінофестиваль                | 2017                        | Приз Орландо-Валенті                     | Леонор Серрай               | Перемога                    |                             |
| Лондонський кінофестиваль                | 2017                        | Сазерленд Трофі за перший фільм          | Молода жінка                | Номінація                   |                             |
| Стокгольмський міжнародний кінофестиваль | 2017                        | Бронзовий кінь за найкращий перший фільм | Леонор Серрай               | Перемога                    |                             |
| Міжнародний кінофестиваль у Вальядоліді  | 2017                        | Золотий колос за найкращий перший фільм  | Молода жінка                | Номінація                   |                             |
| Міжнародний кінофестиваль у Вальядоліді  | 2017                        | Найкраща акторка                         | Летиція Дош                 | Перемога                    |                             |
| Загребський кінофестиваль                | 2017                        | Спеціальна згадка журі — художній фільм  | Леонор Серрай               | Перемога                    |                             |
| Приз Луї Деллюка                         | 2017                        | Найкращий дебютний фільм                 | Молода жінка                | Номінація                   |                             |
| Премія «Люм'єр»                          | 5.02.2018                   | Найкращий дебютний фільм                 | Молода жінка                | Номінація                   | [ 7 ]                       |
| Премія «Люм'єр»                          | 5.02.2018                   | Багатонадійна акторка                    | Летиція Дош                 | Перемога                    | [ 8 ]                       |
| Премія «Сезар»                           | 2.03.2018                   | Найкращий дебютний фільм                 | Молода жінка                | Номінація                   | [ 5 ]                       |
| Премія «Сезар»                           | 2.03.2018                   | Найперспективніша акторка                | Летиція Дош                 | Номінація                   | [ 5 ]                       |